# Hidden Agenda (1990)
Hidden Agenda is een Britse thriller uit 1990 onder regie van Ken Loach.

## Verhaal
Na de moord op haar Amerikaanse vriend in Belfast gaat Ingrid Jessner samen met een Brits agent op onderzoek uit. Ze komen erachter dat er een verband is tussen zijn dood en een geluidsband die hij kort tevoren in bezit had gekregen. De intussen verdwenen band zou bewijs bevatten voor een samenzwering binnen de Britse regering.

## Rolverdeling
| Acteur            | Personage      |
| ----------------- | -------------- |
| Frances McDormand | Ingrid Jessner |
| Brian Cox         | Kerrigan       |
| Brad Dourif       | Paul Sullivan  |
| Mai Zetterling    | Moa            |